# Reacción endoérgica
Se llama reacción endoérgica a cualquier reacción química que absorbe energía, en contraposición a las reacciones exoérgicas que la desprenden.
Habitualmente la energía en una reacción se manifiesta en forma de calor, es decir, en la absorción o desprendimiento de calor. En este caso hablamos de reacciones endotérmicas y exotérmicas respectivamente.